# BETACAM-SX
Betacam SX（ベータカムえすえっくす）とは、SDTV向けのデジタル記録VTRに関する規格の一つ。主に放送用、映像制作用に用いられる。「ベーカムSX」と略される。
1996年にソニーが開発したもので、デジタルコンポーネント映像信号（YPbPr 4:2:2）信号をMPEG-2でフレーム内圧縮したうえで記録している。ビデオカセットのサイズはBetacamと同じだが、黄色のシェルで識別出来る。Betacam SPのテープを利用してBetacam SXの記録も可能であるが、特性の保証は無い。8bit量子化のMPEG圧縮のためBetacamよりやや画質は劣るものの、最大180分の長時間録画が可能である。また一部機種では、SCSI接続によるハードディスクドライブ内蔵の機材も存在し、テープレスでの記録再生や機材単独での編集が可能である。報道などで迅速に編集するのに便利なため、一部キー局やソニーから資本参加を受けている局の一部部門（例：報道素材を扱う部門）には普及したが、全国的にはあまり普及しているとは言えない。現在も報道のENGやCS放送の番組送出等に使われている。また、Betacam、Betacam SPフォーマットテープ再生機材の代用や、番組内素材出し機材として使われている。しかし様々な理由で導入はしたものの、開発元のサポート体制が必ずしも十分とは言えず、特定の機種で一部のリモコン機器との親和性が悪く、番組内素材を手動で入れるとMPEGシーケンスが狂い、再生スタート時にブロックノイズ静止画像になってしまう現象が頻発していた（現在では原因が特定され解決・収束した）。本来の利点を十分生かしきれないままに使われないままになっている局が多く、アーカイブ用途に転用されつつある。2000年には本フォーマットを改良したMPEG IMXも発売された。
またノンリニア編集が一般の放送局・制作プロダクションに普及する以前の1996年という時期に仕様策定および発売されたものであり、現実の各種ノンリニアシステムとの親和性が良くなく、また画質についても簡単に見た程度では十分に綺麗でも、いざ複雑な映像の動画になるとMPEG特有のノイズが発生するなどBetacam SPに比べた場合にも利点よりも欠点が目に付きやすい仕様であることと、新規導入するにはシステム全体の更新が必要となる仕様であること、規格としてSDしか存在せず価格も性能に対比すると高価であること、などから2006年時点ではほとんど新規導入される事のない規格である。しかし、このフォーマット開発の経験が、後のHDCAMフォーマット開発に生かされたのは疑う余地もない。
また想定される顧客が、すでにDVCPROを導入している事の多いテレビ局や制作プロダクションの報道関連部門と考えられており、画質やコスト面ではDVCPROと競合する。画質については主観が入る部分があるので明言は避けなければならないが、一般にBetacam SXで採用されているMPEGプロファイルの映像とDVCPROコーデックの映像では、営業努力もあり後者の方が支持を得ている。